# Cuadrilla Nueva, Tlatlaya
Cuadrilla Nueva är en ort i Mexiko.   Den ligger i kommunen Tlatlaya och delstaten Mexiko, i den södra delen av landet, 160 km sydväst om huvudstaden Mexico City. Cuadrilla Nueva ligger 657 meter över havet och antalet invånare är 239.
Terrängen runt Cuadrilla Nueva är kuperad åt nordost, men åt sydväst är den bergig. Runt Cuadrilla Nueva är det ganska glesbefolkat, med 47 invånare per kvadratkilometer. Närmaste större samhälle är Santa Ana Zicatecoyan, 11,5 km öster om Cuadrilla Nueva. I omgivningarna runt Cuadrilla Nueva växer huvudsakligen savannskog.